# Karl-Ingvar Rundqvist
Karl-Ingvar Rundqvist, född 2 november 1934 i Malmö, är en svensk jurist.
Rundqvist studerade juridik vid Lunds universitet och blev juris kandidat 1959. Han genomförde tingstjänstgöring 1959–1961, blev fiskal i Hovrätten över Skåne och Blekinge 1962 och utnämndes 1969 till assessor. Rundqvist var sekreterare i andra lagutskottet 1968 och rättssakkunnig i Socialdepartementet 1968–1973 samt i Arbetsmarknadsdepartementet 1974. Han var försäkringsdomare 1974–1985, men återvände till Regeringskansliet som rättschef i Socialdepartementet 1985–1992. Karl-Ingvar Rundqvist var lagman i Kammarrätten i Stockholm 1992–1994 och utnämndes 1994 till regeringsråd. Som sådant tjänstgjorde han i lagrådet 1995–1996.